# Toschia minuta
Toschia minuta là một loài nhện trong họ Linyphiidae. Loài này thuộc chi Toschia. Toschia minuta được Rudy Jocqué miêu tả lần đầu tiên vào năm 1984.